# Rosario Smowing
Rosario Smowing es una banda de swing y ska argentina, oriunda de la ciudad de Rosario. Con 20 años de recorrido y 4 discos editados de forma independiente, es considerada en su género como una de las más destacadas "rockbigband" a nivel nacional.
Con su origen a fines del siglo pasado, su arte evoca la música bailable de las décadas de los '40, '50 y '60 al estilo "Swing Argentino",  con canciones propias que combinan elementos y arreglos de ska, mambo, rockabilly, dixie, tango y bolero.

## Historia
Fue formada a principios de 2000 por su frontman Diego Javier Casanova, junto con un pequeño grupo de músicos amigos en la ciudad de Rosario. En septiembre de ese mismo año lanzan su primer EP llamado Rosario ya no es lo que era, con 3 canciones grabadas en estudio y otras 2 tomadas en vivo en una de sus primeras presentaciones. Luego de recorrer la escena independiente y actuar en importantes festivales en la ciudad y su zona, los músicos comienzan a grabar su primer disco de larga duración: Volumen 1.
Volumen 1 fue registrado en los estudios All Audio por el propio sonidista de la banda, Jorge "Negro" Ojeda, contando con la locución de don Orlando de la Matta y la colaboración de Jorge Risso en la etapa de edición y mezcla. Fue masterizado por Eduardo Bergallo en su estudio. Inicialmente editado y distribuido por el sello Ultrapop; el álbum debut recibió muy buenas críticas por parte de los principales medios periodísticos del país. Éste LP seria presentado el 12 de septiembre junto con el videoclip del tema Mareado, el cual fue dirigido por el premiado realizador rosarino Federico Actis y resultó finalista del Primer Festival Argentino del Videoclip.
A mediados de 2004 la banda comienza su participación en vivo en algunas de las itinerantes Fiestas Bubamara, tocando ante importantes audiencias en salas como El Teatro en Buenos Aires y Art-Déco en Córdoba. Por esos años algunos de los integrantes originales del grupo habían dejado su lugar para la entrada de otros músicos de la ciudad, logrando ampliar los horizontes musicales y enriqueciendo su sonido con otros instrumentos, principalmente acústicos.

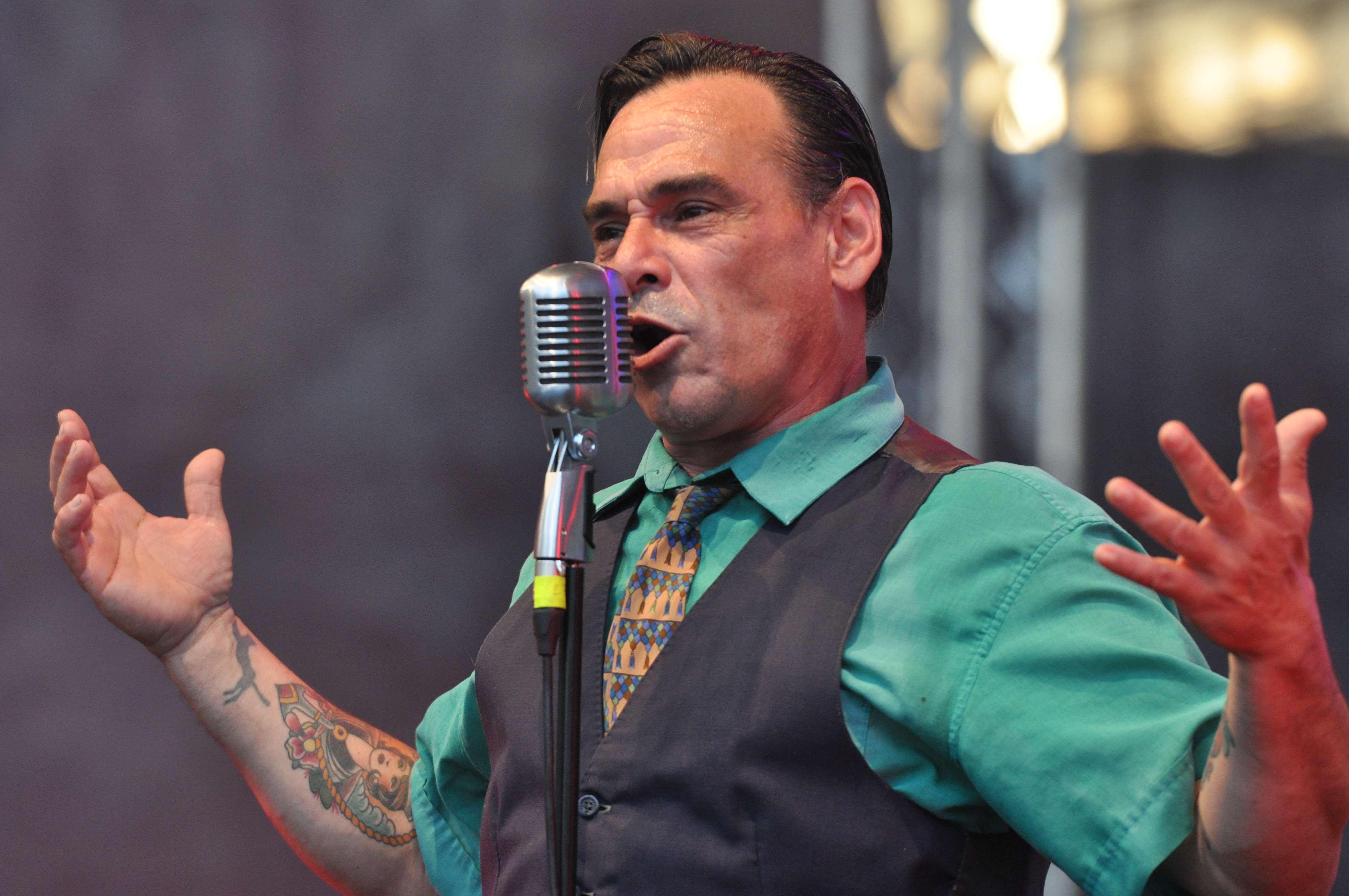
Diego Casanova

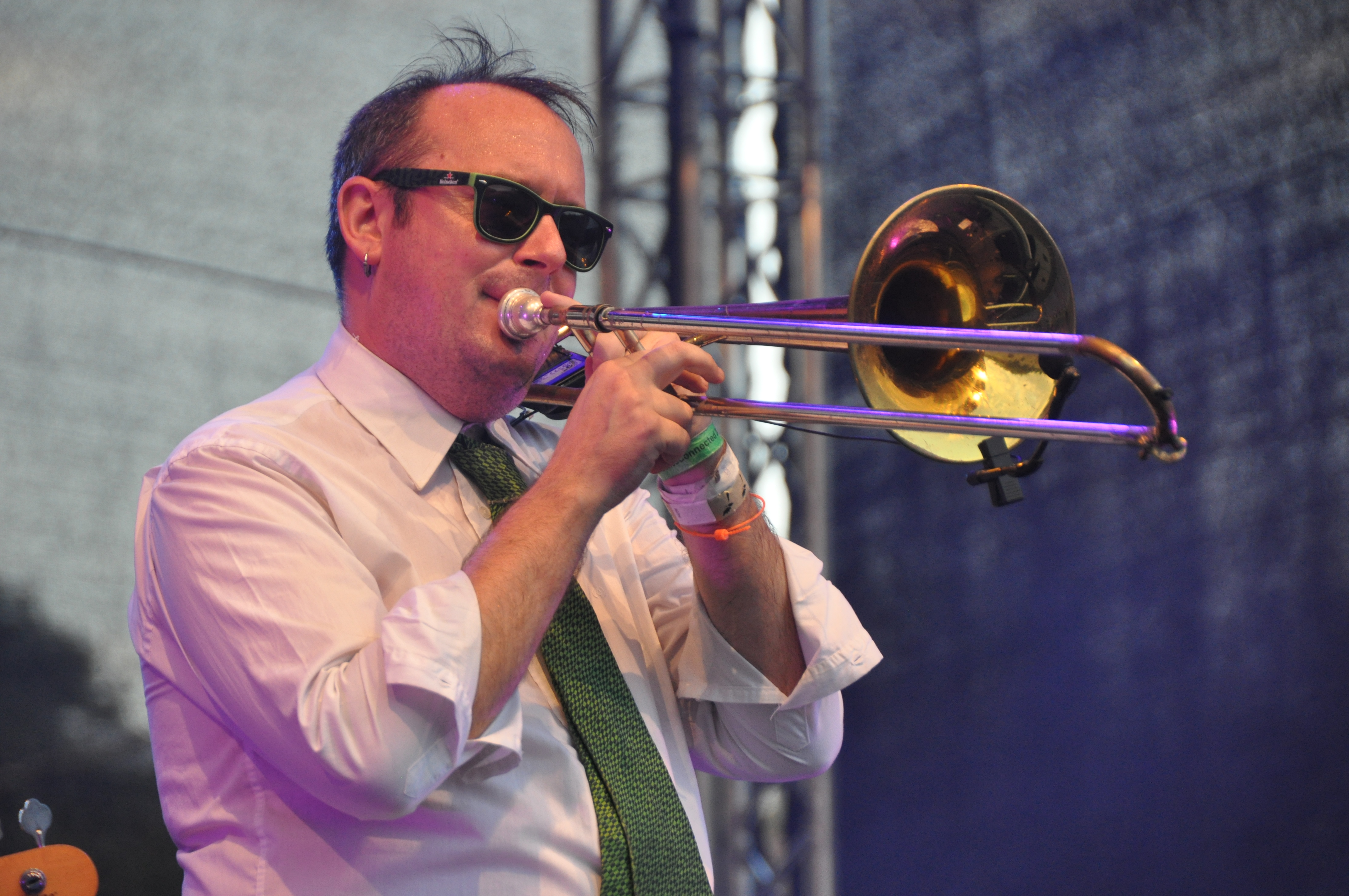
Adrian Fontana Fluck

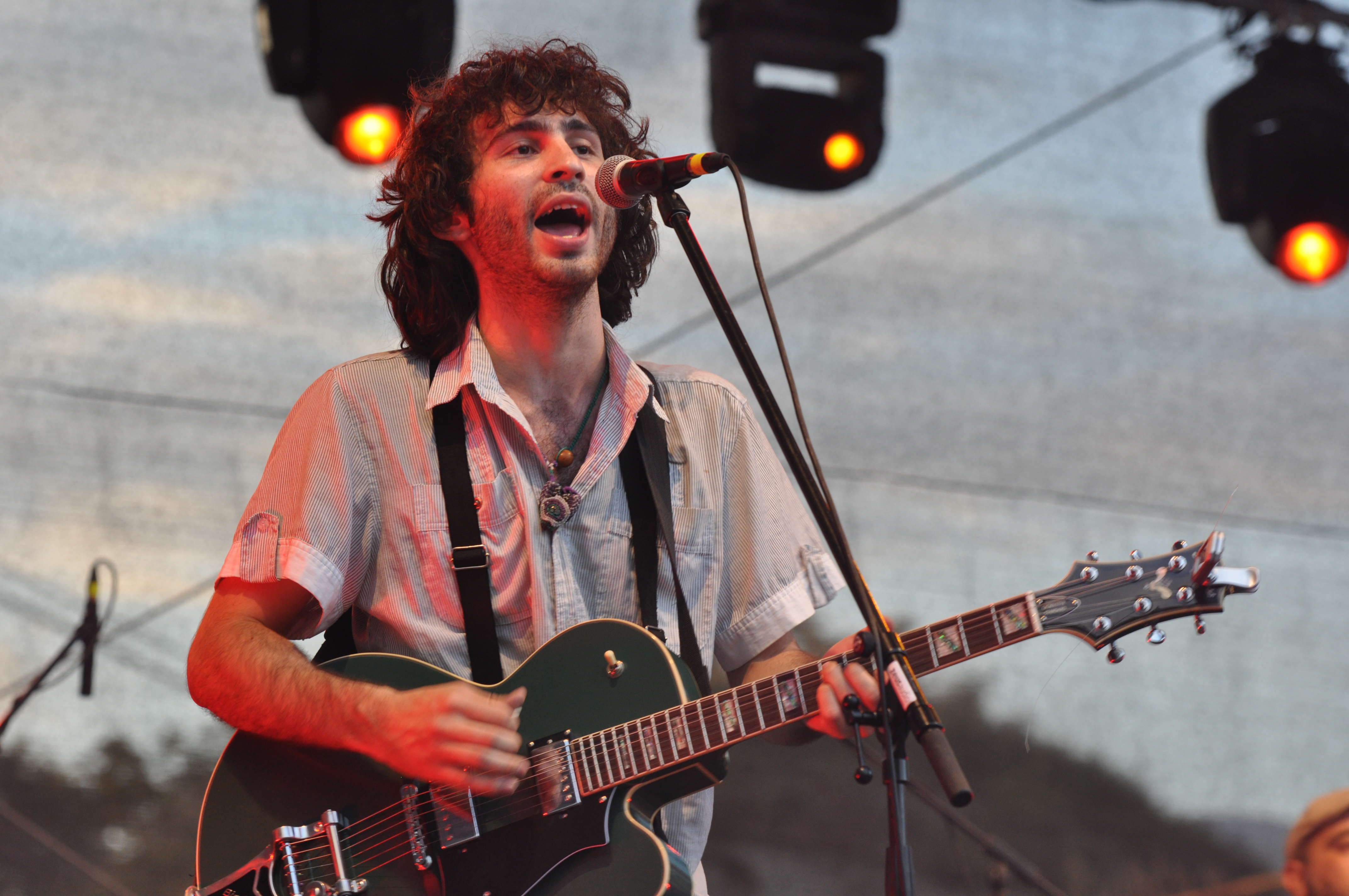
Sebastian Teglia

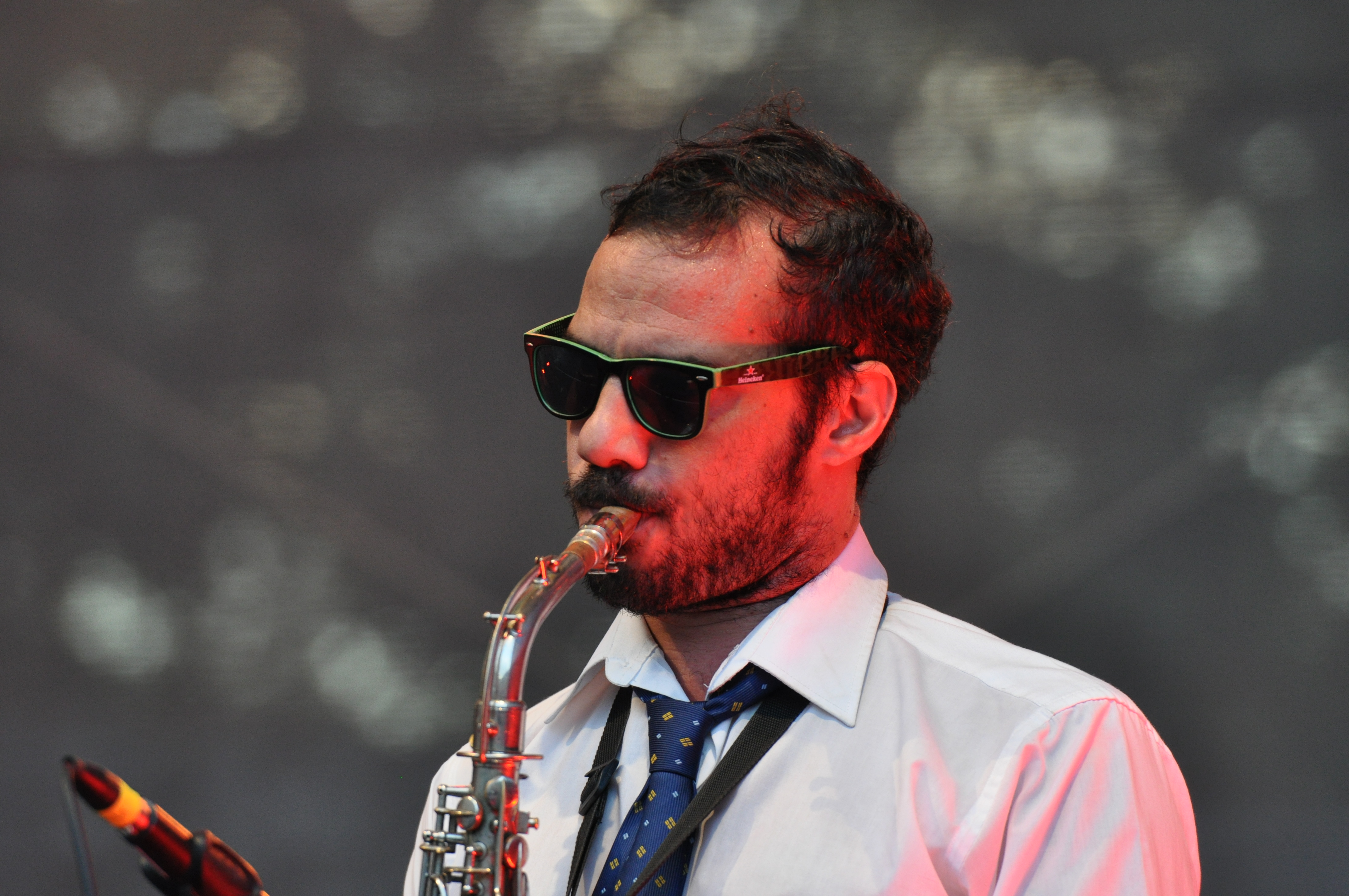
Jesus Eroles

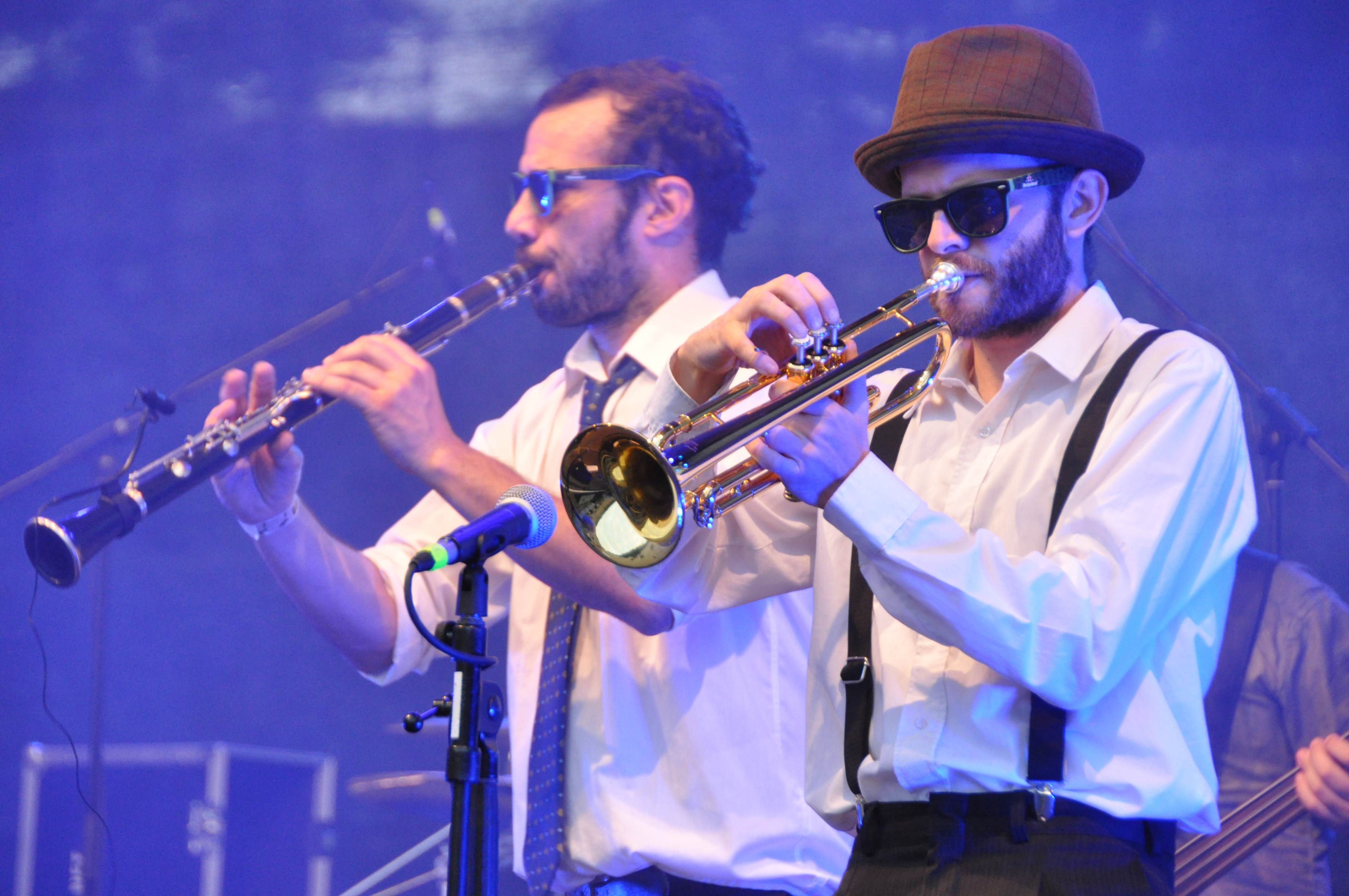
Sergio Peresutti

En el año 2005 la canción Mareado fue incluida en el compilado swing Roll of the Dice, compartiendo la lista con temas de bandas internacionales como Pink Martini, Bellevue Cadillac, Sandro Cumini, Jet Set Sixers y otras. En noviembre de ese año el conjunto participa por primera vez del IX Festival de Jazz de Rosario.
En el 2007 lanzan su segundo álbum: Si Siempre Estoy Llegando, grabado entre el 6 y 8 de marzo de ese año por Amilcar Gilabert en los estudios Sound Rec de la ciudad de Buenos Aires. Cuenta además con la participación de Matias Salina en bandoneón, Lucas Magliochetti en tuba y Orlando de la Matta en locución. La producción y edición fue realizada por intermedio de la Unión de Músicos Independientes.
A finales de ese año la orquesta fue convocada a incorporarse al elenco de la obra teatral Un guapo del 900, dirigida por Eva Halac y producida por el Instituto Cultural de la Provincia de Buenos Aires y la Secretaría de Cultura de la Nación, realizando funciones públicas al aire libre en esa provincia y la Ciudad de Buenos Aires.
En 2008 Rosario Smowing integra la grilla de artistas del festival Quilmes Rock realizado en Rosario, y participa también del XII Festival de Jazz de la ciudad, esta vez musicalizando coreografías del grupo de danza The Jazz Club.
Desde este año la banda comienza a mostrar su arte en distintos escenarios del circuito cultural de Curitiba y São Paulo, en Brasil. En 2010 la orquesta toca en el Monumento a la Bandera con la banda francesa Tryo, en el cierre del congreso internacional SEDIFRALE, y a fin de año participa del ciclo Rock en el Parque Roca .
En mayo de 2011 aparece Volumen 3 - Se Mueve, el tercer disco del conjunto, en el que participan importantes invitados, entre los que se encuentran Mara Santucho de Los Cocineros y Carlo Seminara. Este lanzamiento fue grabado nuevamente en Rosario, con producción propia, y editado en forma independiente por medio de la U.M.I., a través de la asociación El Qubil Músicos independientes de Rosario.
A comienzos de 2012 la orquesta viaja a Europa, invitada a participar en el Masala Worldbeat Festival en Hannover, Alemania. Esto propicia la programación de la primera gira europea de la banda. La gira se completó con shows en las ciudades de Frankfurt, Hamburgo, Erlangen, Malmo, Karlshamn y Barcelona. Por esto, el disco Se Mueve-Volumen 3 es editado en Europa por el sello Flowfish Records, y distribuido por Brokensilence.
Durante el tour tienen la oportunidad de compartir escenario con las bandas Pinkspots (de Alemania), Luiz Murá (de Brasil), Band of Joy (de Suecia) y los dos actuales grupos del primer baterista de Rosario Smowing, Hugo Coronel: Chalao y Faela (de Suecia).
En 2013 Rosario Smowing lanza “13 años”; una Edición Especial que contiene sus 3 discos, presentada durante ese año en las principales ciudades argentinas. En agosto la banda emprende una gira de 20 conciertos en 5 países de Europa; contando con participaciones en los festivales de Dranouter New Traditions (Bélgica), Hannover Maschseefest, Straßenfest Berlin Ku'damm, Bamberg Blues & Jazz  (Alemania) y otros.
A comienzos de 2014 actúan en el CC Konex de Buenos Aires junto a los locales Babel Orkesta y los suecos Faela (enlace roto disponible en Internet Archive; véase el historial, la primera versión y la última)..
Pronto llega su 3er gira europea, dejando muy buena impresión en algunos de los más importantes festivales como Montreux Jazz Festival, Lärz Fusion, Burg Herzberg, Koblenz Horizonte, Copenhagen Jazz Festival, Tilburg Mundial; y otras actuaciones en París, Berlín, Hamburgo, Praga, Berna, Malmö, Frankfurt y diferentes ciudades en un total de 8 países.
Luego participan en el 2° Festival Internacional de Goias (Brasil) cuya programación comparten con notables artistas como Renato Borghetti, Escalandrum y Hermeto Pascoal.
En 2015 llega el 4° CD de la banda No te Prometo Nada.
El nuevo álbum cuenta como invitados al maestro Martin Tessa en guitarra y arreglos de tango, Lucas Querini en piano, Ana Lola Vélez en percusión y Don Orlando Delamatta en locución. 
Registrado en abril de este año en estudios El Attic (pcia BS As) y 312 (Rosario) con Billie Gómez en la grabación y mezcla; Patricio Claypole y Gonzalo Suarez (El Attic) Alejandro O´Connell (312), Gabriel Coronel colaborando en la etapa de producción, preproducción y mezcla y Gustavo Fourcade masterizó en Step Ahead Sound (CABA). Fue lanzado y presentado en Europa durante una gira entre Julio y agosto; y a fin de año en Rosario y otras ciudades argentinas.
En 2016 se presenta en el Festival Internacional de Londrina y participa de las giras internacionales del grupo brasilero Francisco El Hombre y la cantante francesa ZAZ .
En 2017 y 2018 realiza otros dos tours europeos con participación en festivales como Wild Austria (AUT), Im Flus(SUI) , Bardentreffen (ALE), Open Jazz Fest (SVK), Meyouzik Festival(LUX), Mighty Sounds (CZE), Zeltival (ALE), Micro Festival (ALE).
En 2019 comienza a lanzar en formato de simples las canciones de su próximo disco.

## Miembros
- Diego Casanova: voz, trompeta y guitarra
- Diego Picech: batería y percusión
- Gabriel Coronel: contrabajo, bajo y coros
- Sebastian Teglia: guitarras, piano, banjo, coros
- Fluck: trombón, tuba y coros
- Sergio Peresutti: trompeta, armónica, piano
- Jesus Eroles: clarinete, saxo, guitarra y violín

## Discografía

### 2000
CD demo: Rosario ya no es lo que era
Músicos:
Diego Casanova(voz y trompeta)
Raul Sarasivar(guitarra)
FabricioYaquinto(bajo)
Hugo Coronel(batería)
Vladimir Garbulski(clarinete)
Roberto Cagnone(trompeta)
Fluck(trombón)
Silvestre Borgatello(piano).

### 2003
Disco: Volumen 1
Estudio: All Audio Llonch (Rosario)
Grabado y mezclado por Jorge "Negro" Ojeda y Rosario Smowing, con colaboración de Jorge Risso
Masterización: Eduardo Bergallo en Puromastering (Buenos Aires)
Arte de tapa y lámina: Vicente Vega y Martin Gallo
Diseño: Fabricio Yaquinto
Fotos: Sergio Rebori
Músicos nuevos: Martin Tessa(guitarra) Gabriel Coronel(bajo) Sergio Peresutti(trompeta)
Invitados: Oscar Salemme(trompeta) Orlando de la Matta(locución)
Sello:Ultrapop.

### 2007
Disco: Si Siempre Estoy Llegando
Estudio: Sound Rec (Buenos Aires)
Mezcla y masterización: Amilcar Gilabert
Arte y diseño: Fabricio Yaquinto
Fotos y diseño web: Andres Picech
Invitados: Matias Salina(bandoneón)Lucas Magliochetti(tuba)Orlando de la Matta(locución)
Sello: El Vasquito Records.

### 2011
Disco: Volumen 3-Se Mueve
Estudios: In Situ (estudio móvil) y Zebra (Rosario)
Ambientes: Teatro Principe de Asturias del Centro Cultural Parque España (Rosario) y Teatro del Centro Cultural M.J. Lavardén (Rosario)
Diseño de grabación: Jorge Ojeda, Guillermo Palena y Billie Gómez
Técnicos de grabación: Martin Valci y Billie Gómez
Mezcla:Billie Gómez y Lucas Polichiso.
Masterización: Gustavo Fourcade en Steps Ahead Sound (Buenos Aires)
Fotos:Miss Kimi Neptune
Diseño:Fabricio Yaquinto
Invitados:Mara Santucho(voz) Carlo Seminara(percusión) Nicolás "Cuqui" Polichiso(guitarra) Carlos Ramírez (guitarra) Vladimir Garbulski(clarinete) Maximiliano Natalutti(violin) Orlando de la Matta(locución).
Sello:El Vasquito Records.

## 2015
Disco: No te Prometo Nada 
Estudios: El Attic (pcia BsAs) y 312 (Rosario)
Técnicos de grabación: Billie Gomez y Patricio Claypole
Asistente: Gonzalo Suarez
Edición y mezcla: Billie Gomez en BG Audio
Masterización: Gustavo Fourcade en Steps Ahead Sound (Buenos Aires)
Producción artística: Gabriel Coronel y Rosario Smowing
Fotos: David Gustafsson y Matias Sinchich
Dibujo original de Tapa: Lanas Verceli
Logo original: Martin Gallo
Diseño: Fabricio Yaquinto
Invitados: Martin Tessa: guitarra y arreglos en 11, Lucas Querini: piano en 7 y 10, Ana Lola Velez: percusión en 5 y 10, Don Orlando Delamatta: locución
Sello: El Vaskito Records.